# Stary Witoszyn

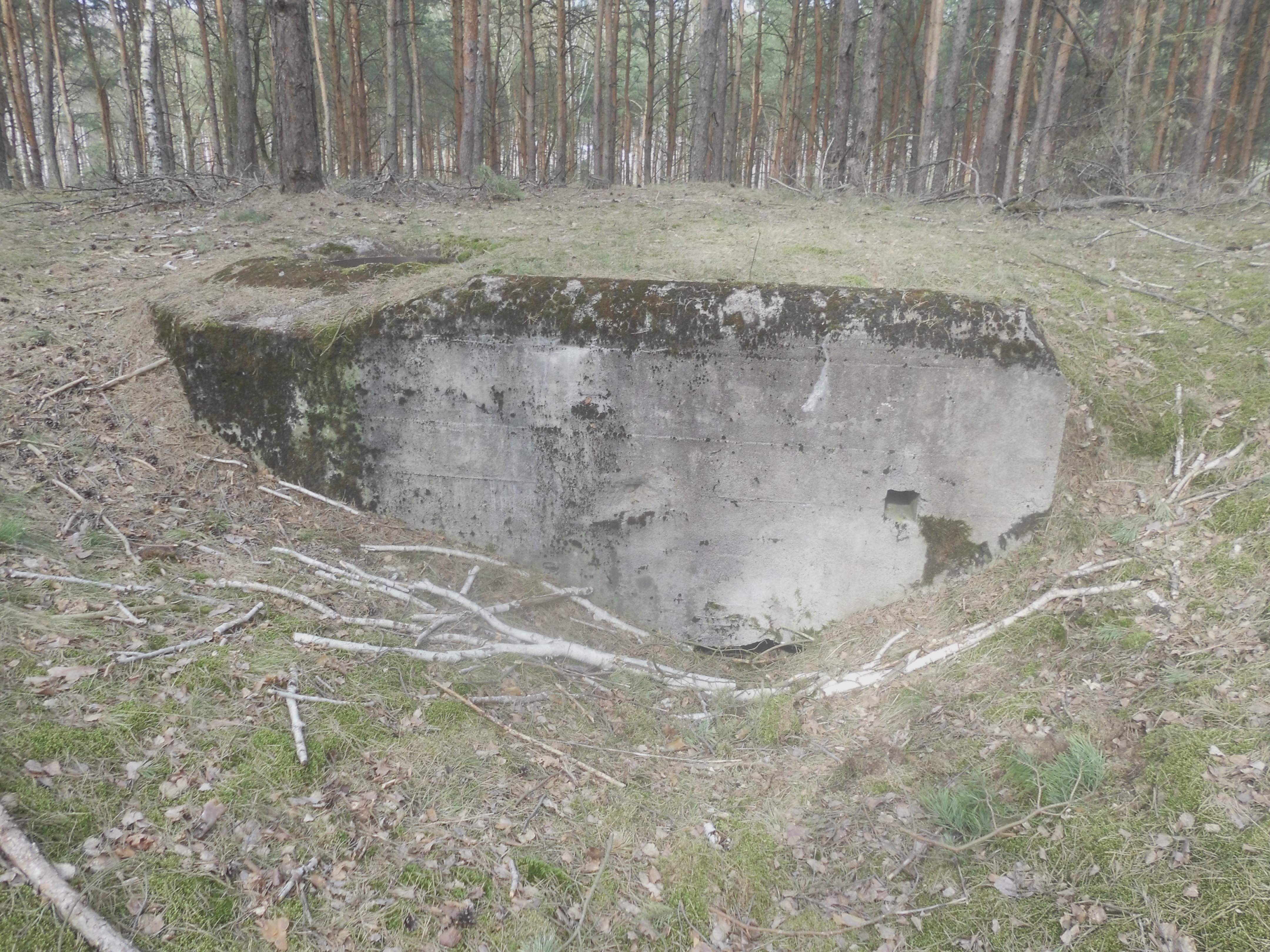
Ringstand 58c (Stary Witoszyn od strony Wilczeńca Fabiańskiego)

Stary Witoszyn – wieś w Polsce położona w województwie kujawsko-pomorskim, w powiecie włocławskim, w gminie Fabianki.
| SIMC    | Nazwa   | Rodzaj    |
| ------- | ------- | --------- |
| 1034047 | Olszyny | część wsi |

W latach 1975–1998 miejscowość administracyjnie należała do województwa włocławskiego. Według Narodowego Spisu Powszechnego (III 2011 r.) liczyła 110 mieszkańców. Jest szesnastą co do wielkości miejscowością gminy Fabianki.
We wsi funkcjonuje kościół filialny pw. Niepokalanego Poczęcia Najświętszej Marii Panny, parafii w Szpetalu Górnym, zbudowany w 1957 roku.